# Губерт Штрольц
Губерт Штрольц  (нім. Hubert Strolz, 26 червня 1962) — австрійський гірськолижник, олімпійський чемпіон.

## Виступи на Олімпіадах
| Олімпіада       | Дисципліна              | Місце  |
| --------------- | ----------------------- | ------ |
| Сараєво 1984    | гігантський слалом      | 6      |
| Сараєво 1984    | слалом                  | участь |
| Калгарі 1988    | супергігантський слалом | 4      |
| Калгарі 1988    | гігантський слалом      | 2      |
| Калгарі 1988    | гірськолижна комбінація | 1      |
| Альбервіль 1992 | супергігантський слалом | 24T    |
| Альбервіль 1992 | гігантський слалом      | 9T     |
| Альбервіль 1992 | слалом                  | 13     |
| Альбервіль 1992 | гірськолижна комбінація | участь |